# Vasili Blokhin
Vasili Mikhailovich Blokhin (7 de janeiro de 1895 - 3 de fevereiro de 1955) foi um major-general soviético que serviu como o carrasco chefe do NKVD stalinista sob as administrações de Genrikh Yagoda, Nikolai Iejov e Lavrenty Beria. Escolhidos a dedo para o cargo de Joseph Stalin em 1926, Blokhin levou uma companhia de executores que realizaram a maioria das execuções levadas a cabo durante o regime de Stalin, a maioria (durante o Grande Expurgo). Reivindicações por parte do governo soviético que o número de execuções oficiais da NKVD de 828 000 durante o reinado de Stalin, e Blokhin é registrado como tendo executado pessoalmente dezenas de milhares de prisioneiros por sua própria mão ao longo de um período de 26 anos, incluindo 7 000 prisioneiros condenados poloneses em uma execução em massa prolongada fazendo-lhe ostensivamente o carrasco oficial mais prolífico na história do mundo gravado. Ele foi premiado tanto a ordem do Distintivo de Honra (1937) e da Ordem da Bandeira Vermelha (1941).

## Carreira
Blokhin, nascido em uma família de camponeses da Rússia, tinha servido no exército czarista da I Guerra Mundial, e se juntou à Cheka março 1921. Embora os registros são escassos, foi evidentemente notado por sua belicosidade, tanto que Stalin o chamou de "trabalho negro": assassinatos, tortura, intimidação e execução realizados clandestinamente. Uma vez que ele chamou a atenção de Stalin, foi rapidamente promovido e no prazo de seis anos, foi nomeado chefe do efeito criado Kommandatura Departamento Administrativo de Poder Executivo da NKVD. Este setor era um departamento criado por Stalin especificamente para o "trabalho sujo" em missões. Sediada no Lubyanka em Moscovo, foram todos aprovados por Stalin e receberam suas ordens diretamente de sua mão, fato que garantiu a longevidade da unidade, apesar de três sangrentos expurgos do NKVD. Como executor sênior, título oficial Blokhin foi o de comandante da guarda interna na Lubyanka, o que lhe permitiu realizar seu trabalho de verdade com um mínimo de controlo e nenhum registro oficial.
Embora a maioria das execuções fossem delegadas a chekistas locais ou executores subordinados de sua unidade, Blokhin realizou pessoalmente todas as execuções de alto nível realizado na União Soviética durante seu mandato, incluindo os dos velhos bolcheviques condenados nos processos de Moscou  e dois dos três chefes da NKVD Yagoda em 1938 e Yezhov em 1940) que ele havia servido sob. Ele foi condecorado com a Medalha de Honra por seus serviços em 1937.
Sua mais notável performance foi a execução em massa abril 1940, disparando em mais de 7 000 oficiais poloneses, capturados após a invasão soviética da Polónia, a partir do campo de prisioneiros Ostashkov, durante o massacre de Katyn. Com base na ordem secreta de Stalin de 4 de abril a NKVD Chefe Lavrenti Beria (bem como NKVD Ordem № 00485), as execuções foram realizadas em 28 noites consecutivas na câmara especialmente construída porão execução na sede da NKVD em Kalinin (agora Tver), e foram atribuídos, por nome, diretamente para Blokhin, tornando-o carrasco oficial da NKVD.
Blokhin inicialmente decidido a manter um ambicioso número de 300 execuções por noite, e de criar uma engenharia eficiente em que os prisioneiros eram, individualmente, conduzidos a uma antecâmara pequena que tinha sido pintado de vermelho e era conhecido como o "quarto-leninista", para uma breve e superficial identificação positiva, antes de ser algemado e levado para a sala de execução ao lado. O quarto foi projetado especialmente, com paredes acolchoadas para insonorização, um piso em declive de concreto com um dreno e mangueira, e uma parede de registo para os prisioneiros. Blokhin vestido com um avental de açougueiro de couro, boné, luvas para proteger o seu uniforme, em seguida, empurrava o preso contra a parede de registro e atirava uma vez na base do crânio com uma  pistola alemã Walther Model 2 .25 ACP. Trazia uma maleta cheia de suas próprias pistolas Walther, desde que ele não confiava a confiabilidade do modelo soviética TT-30 para o uso freqüente. A utilização de uma pistola alemã que era comumente realizada por agentes da inteligência nazista, também fornecia uma negação plausível das execuções se os corpos fossem descobertos mais tarde.
Entre 20 a 30 agentes locais NKVD, guardas e motoristas foram recrutados para o serviço de escolta de presos para o porão, confirmar a identificação, em seguida, remover os corpos e lavar o sangue após cada execução. Embora algumas das execuções fossem realizadas por Intendente de Segurança do Estado Andrei M. Rubanov, Blokhin foi o executor primário e, fiel à sua reputação, gostava de trabalhar de forma contínua e rápida, sem interrupção. Em conformidade com a política e o NKVD e a natureza da operação, as execuções foram realizadas à noite, a partir de escuro e prosseguiu até pouco antes do amanhecer. O número inicial de 300 de Blokhin foi rebaixado para 250 após a primeira noite, quando foi decidido que todas as execuções. Os corpos foram continuamente carregados paras os caminhões, jogados através de uma porta traseira entre a câmara de execução e o caminhão, duas vezes por noite, para Mednoye, onde Blokhin tinha arranjado para um trator e dois motoristas NKVD para eliminar os corpos em um local sem circulação de pessoas. Cada noite, 24-25 trincheiras, medindo oito a dez metros no total, eram escavadas para enterrar os corpos da noite, e cada trincheira estava coberta até antes do amanhecer. Blokhin e sua equipe trabalharam sem parar durante dez horas por noite, com Blokhin execução de uma média de um prisioneiro a cada três minutos. No final da noite, Blokhin distribuía vodka para todos os seus homens.

## Morte
Blokhin foi aposentado após a morte de Stalin, embora o seu serviço "irrepreensível" foi publicamente reconhecida por Lavrenty Beria, no momento da sua partida. Depois da queda do poder de Beria (Junho 1953), Blokhin foi finalmente despojado de seus posto nas campanhas de desestalinização de Nikita Khrushchev. Ele teria se tornado alcóolatra, enlouqueceu, e morreu em fevereiro de 1955 com a causa oficial da morte listados como "suicídio". Entretanto, dado o seu papel-chave no terror stalinista a hipótese de queima de arquivo não é de se excluir.